# Mike Ware
 (janvier 2017).
Michael J. (Mike) Ware, né en 1939 à Bromley, est un chimiste et photographe britannique, connu pour son travail dans les procédés photographiques alternatifs, les méthodes anciennes de tirage photographiques remplacées par le tirage argentique.

## Biographie
Son site web comprend des instructions pratiques pour la argyrotype (tirages aux sels de fer photosensibles), le cyanotype (tirage aux sels de cyanure et de fer), platinotype (tirage à base de platine), palladiotype (tirage à base de palladium) et chrysotype (tirage à base d'or). Le site comprend également des études sur divers problèmes techniques, la conservation de « alternative » des estampes, des essais historiques, des galeries, et de longues listes de liens et de ressources.
Ware reste actif en tant que consultant, plus récemment, sur l'histoire et le développement de la platinotype et le palladium processus. 